# Kjell Rosén
Kjell Rosén (Malmö, 24 de abril de 1921 - 13 de junho de 1999) foi um futebolista sueco que atuava como defensor, campeão olímpico.

## Carreira
Henry Carlsson fez parte da geração de medalha de ouro sueca de Londres 1948.